# Cantone di Montmort-Lucy
Il Cantone di Montmort-Lucy era una divisione amministrativa dell'arrondissement di Épernay.
È stato soppresso a seguito della riforma complessiva dei cantoni del 2014, che è entrata in vigore con le elezioni dipartimentali del 2015.
Comprendeva i comuni di:
- Le Baizil
- Bannay
- Baye
- Beaunay
- La Caure
- Chaltrait
- Champaubert
- La Chapelle-sous-Orbais
- Coizard-Joches
- Congy
- Corribert
- Courjeonnet
- Étoges
- Fèrebrianges
- Mareuil-en-Brie
- Margny
- Montmort-Lucy
- Orbais-l'Abbaye
- Suizy-le-Franc
- Talus-Saint-Prix
- La Ville-sous-Orbais
- Villevenard